# خربة شعذان (الحد)

تعديل مصدري - تعديل

خربة شعذان هي إحدى قرى عزلة الحد بمديرية الحد التابعة لمحافظة لحج، بلغ تعداد سكانها 60 نسمة حسب تعداد اليمن لعام 2004.